# 御廟山古墳

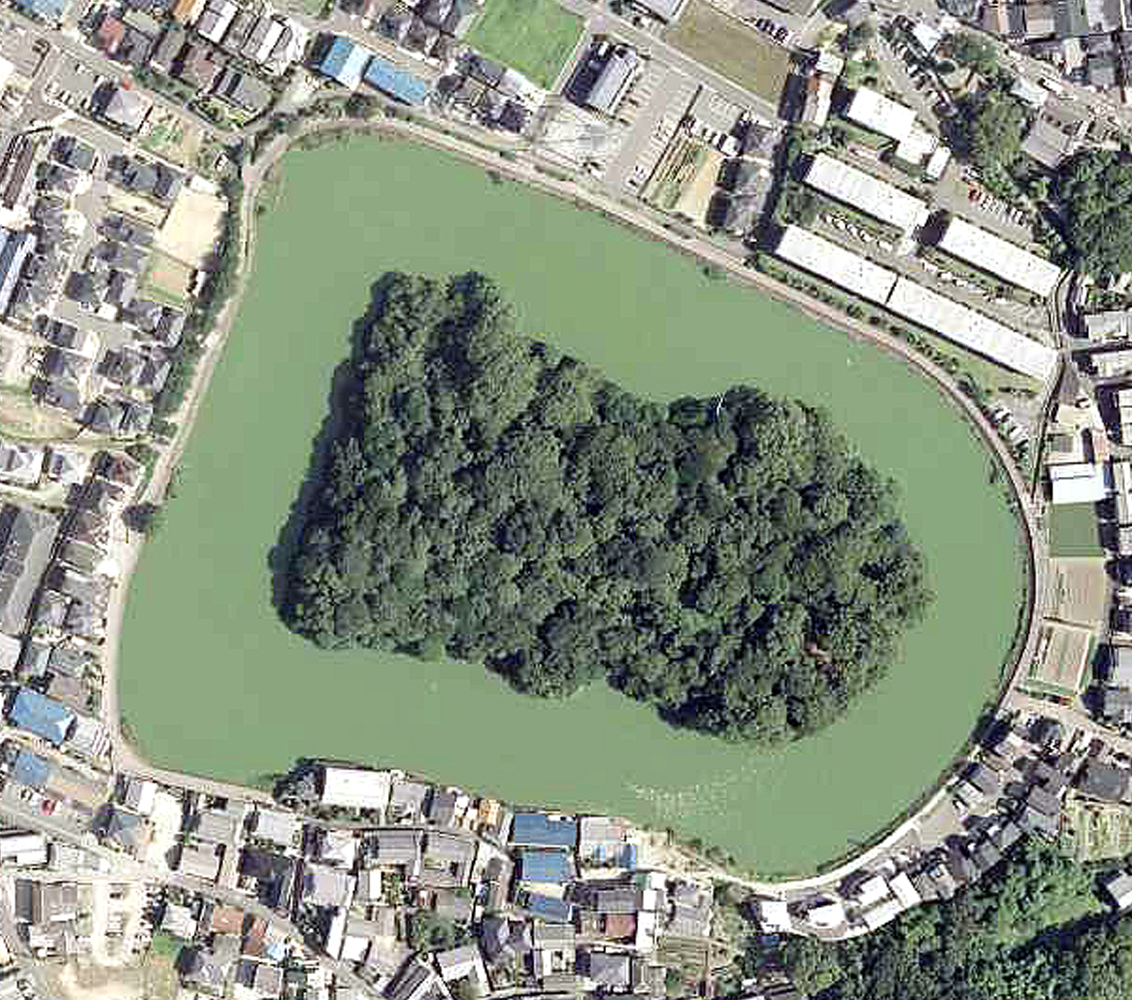
御廟山古墳の空中写真（2007年）

御廟山古墳（ごびょうやまこふん）は、大阪府堺市北区百舌鳥本町にある古墳。形状は前方後円墳。百舌鳥古墳群を構成する古墳の1つ。内濠は国の史跡に指定されている（史跡「百舌鳥古墳群」の一部として）。
実際の被葬者は明らかでないが、宮内庁により「百舌鳥陵墓参考地」（被葬候補者：第15代応神天皇）として陵墓参考地に治定されている。

## 概要

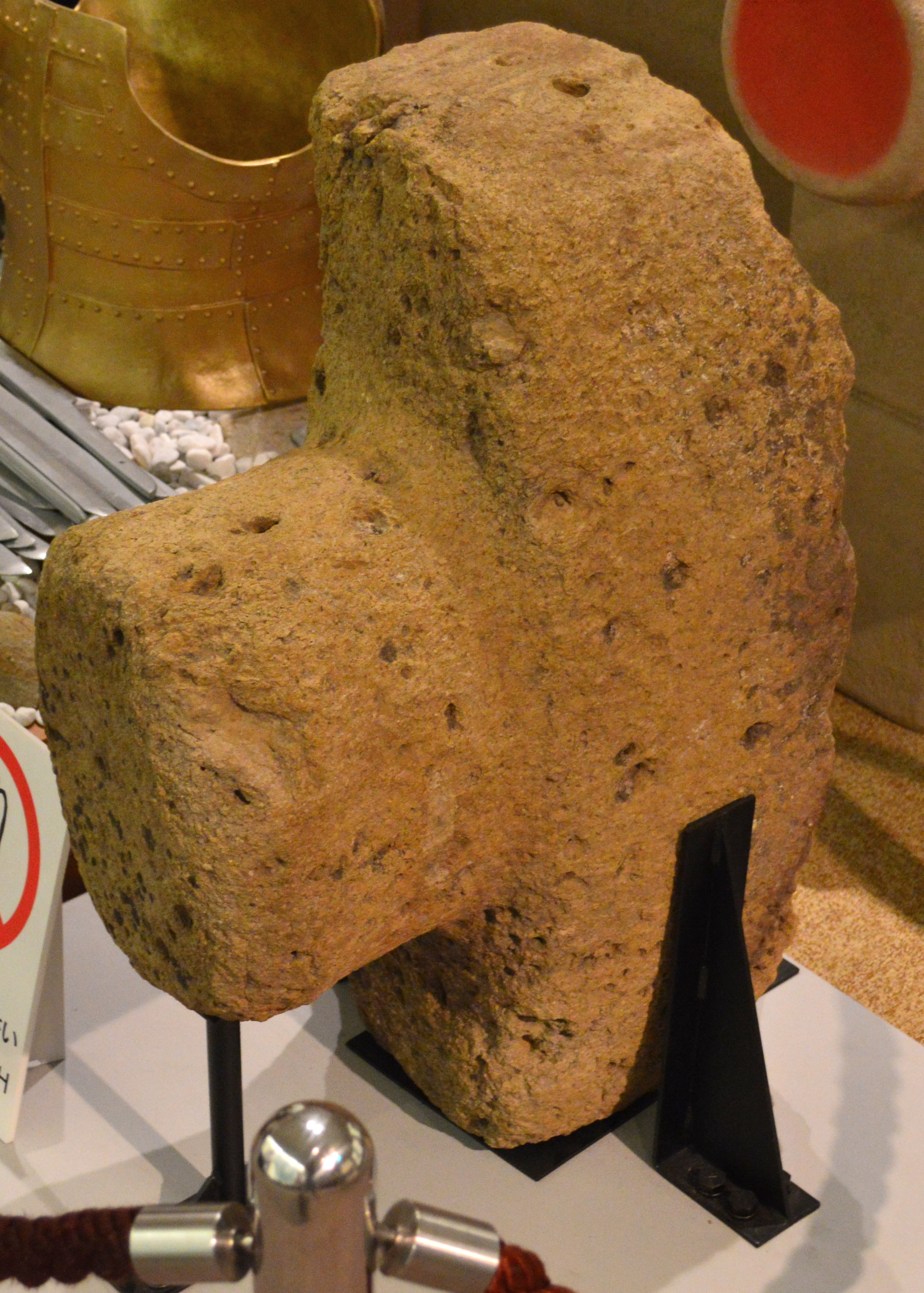
光明院に伝わる
長持形石棺片堺市博物館展示。一説に御廟山古墳での使用が推測される。

百舌鳥古墳群のほぼ中央、大仙陵古墳の南東に位置する。墳丘長約203メートルで、百舌鳥古墳群では4番目の大きさである。墳丘は3段に築かれ、南側に造り出しがある。発掘調査により、かつては二重濠があったことが確認されている。陪塚は数基あったとされるが、万代山古墳（もずやまこふん）のみが現存している。
主体部の構造や副葬品などは不明。現在では宮内庁が陵墓参考地に指定している。
2008年に墳丘部周囲の崩落補修、倒木などの撤去工事が行われ、同年11月28日に、宮内庁と堺市がそれぞれの管理区域の発掘調査を行い、29と30日には環濠部に設けられた通路からの一般公開が行われた。その際の測量により、従来は約186メートルとされていた全長が、約200メートルであることが確認された。また、江戸時代前期に環濠が農地用水の溜池として利用されていた際に、環濠の拡張工事が行われ、墳丘部が一部削り取られていたことも判明した。
2018年に内濠が国の史跡に指定された（史跡「百舌鳥古墳群」の一部として）。

## 被葬者
倭王珍による遣使の際、共に将軍位を賜った13名の臣下の内の一人として『宋書　倭国伝』に記載のある倭隋を被葬者とする説がある。倭隋は主君と同じ倭姓を併記されている事や、珍の授けられた安東将軍の位と殆ど格差の無い平西将軍に叙されている事などから、王族内でも特に有力な将軍であったと見られている。

## 陪塚
・万代山古墳：直径25メートル高さ4.3メートル　現在は円形だが当時は帆立貝形古墳だった可能
性もある。　　　　　　　　　　　　　　　　　　　　　　　　　　　　　　　　　

## 墳丘
墳丘の規模は次の通り。
- 墳丘長：203メートル
- 後円部直径：113メートル
- 前方部幅：136メートル

## 交通アクセス
- JR阪和線百舌鳥駅 徒歩5分